# .300 Lapua Magnum
El .300 Lapua Magnum (7.62×70mm) es un cartucho de rifle de fuego central, que deriva del casquillo del .338 Lapua Magnum.

## Historia
El fabricante de munición finlandés Lapua consiguió la certificación del .300 Lapua Magnum en el C.I.P. (Comisión Internationale Permanente vierte l'Epreuve des Armes à Feu Portatives) y oficialmente registrado como miembro de la familia de Super Magnum Finlandeses de 70 mm. Sin embargo el .300 Lapua Magnum no es comercializado actualmente y solo existe en la hoja de datos del C.I.P. Sin embargo puede ser producido con casquillos de .338 Lapua Magnum.

## Dimensiones de cartucho
El .300 Lapua Magnum tiene una capacidad de 7.34 ml (113 granos H2O) y la forma del casquillo fue diseñada para promover una alimentación fiable tanto en rifles de cerrojo como en semiautomáticos y automáticos, bajo condiciones extremas.
.300 Lapua Magnum, Dimensiones máximas C.I.P. Todas las medidas en milímetros (mm).
Loa cartuchos .30-378 Weatherby Magnum, introducido en 1996 y el .300 Remington Ultra Magnum (.300 RUM) introducido en 1999 son probablemente los más cercanos del .300 Lapua Magnum, que actualmente se comercializan.